# Santa Fe (Nuevo México)
Santa Fe es una ciudad ubicada en el condado de Santa Fe en el estado estadounidense de Nuevo México, del cual es su capital. En el censo de 2010 tenía una población de 67 947 hab. y una densidad de 569,77 hab/km². Está situada en el centro norte del estado, a unos 102 km al noreste de Albuquerque, la ciudad más grande del estado, y a poca distancia al este del río Bravo y al oeste del río Pecos.

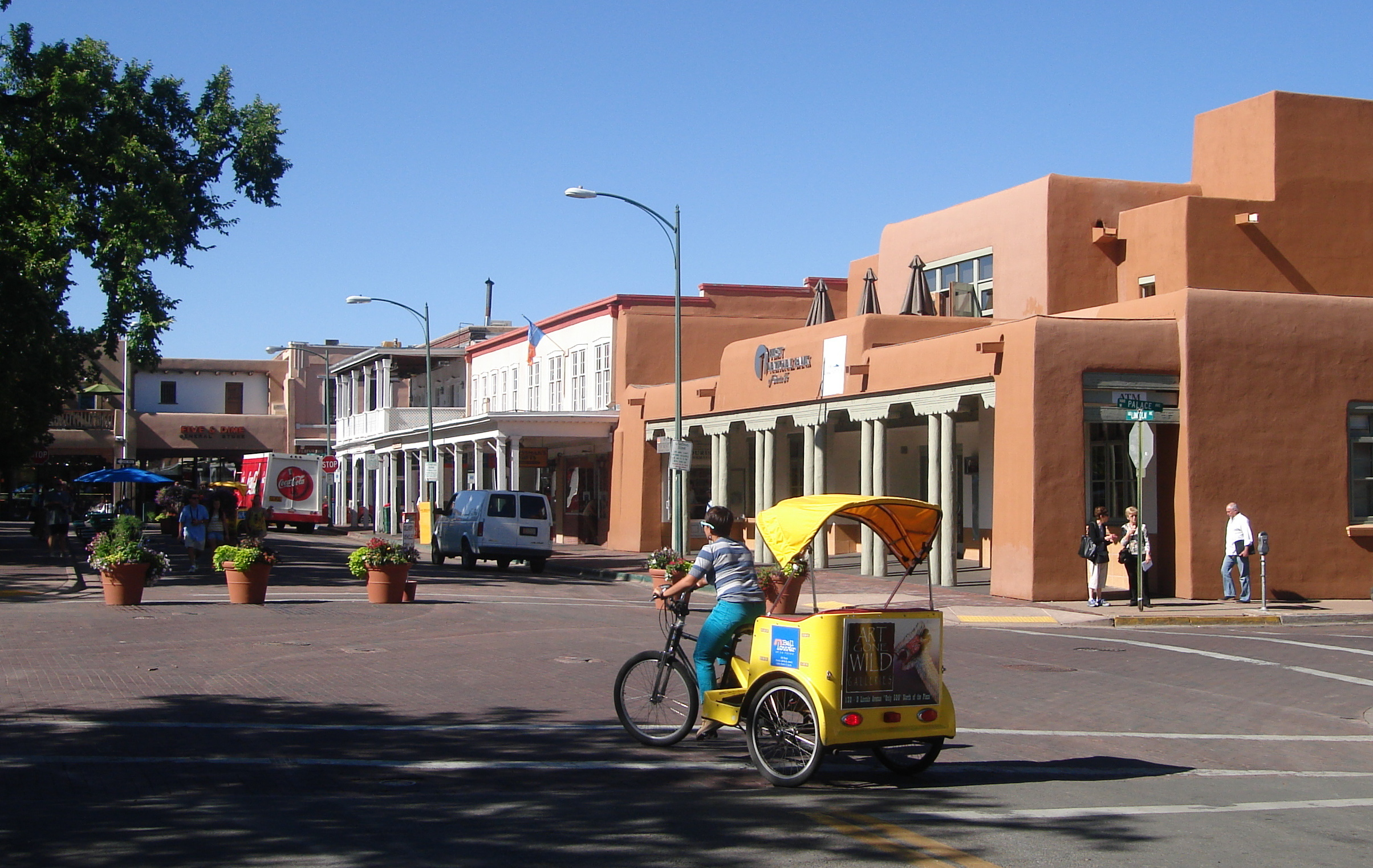
Centro de Santa Fe

Fue famosa en el siglo XIX por ser el punto de destino del transitado Camino de Santa Fe, una ruta comercial que partía de Independence (Misuri) y atravesaba unos 1400 km de áridas praderas, desiertos y montañas de los estados de Misuri, Kansas, Colorado, Oklahoma, Texas y Nuevo México. Antes lo fue por ser el punto de destino del Camino Real de Tierra Adentro, que partía de México y atravesaba 2560 km de fértiles llanos, bosques, sierras y desiertos de las provincias de México, Nueva Galicia y Nueva Vizcaya.

## Historia

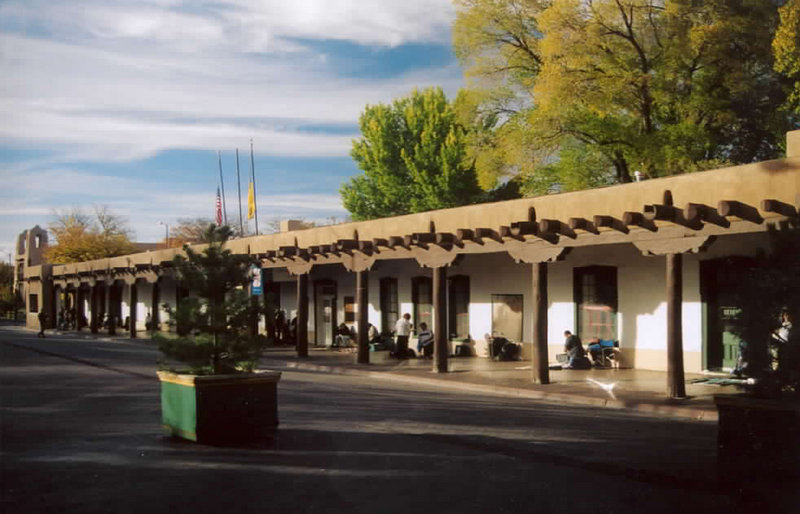
Palacio de los Gobernadores, 1609-10.

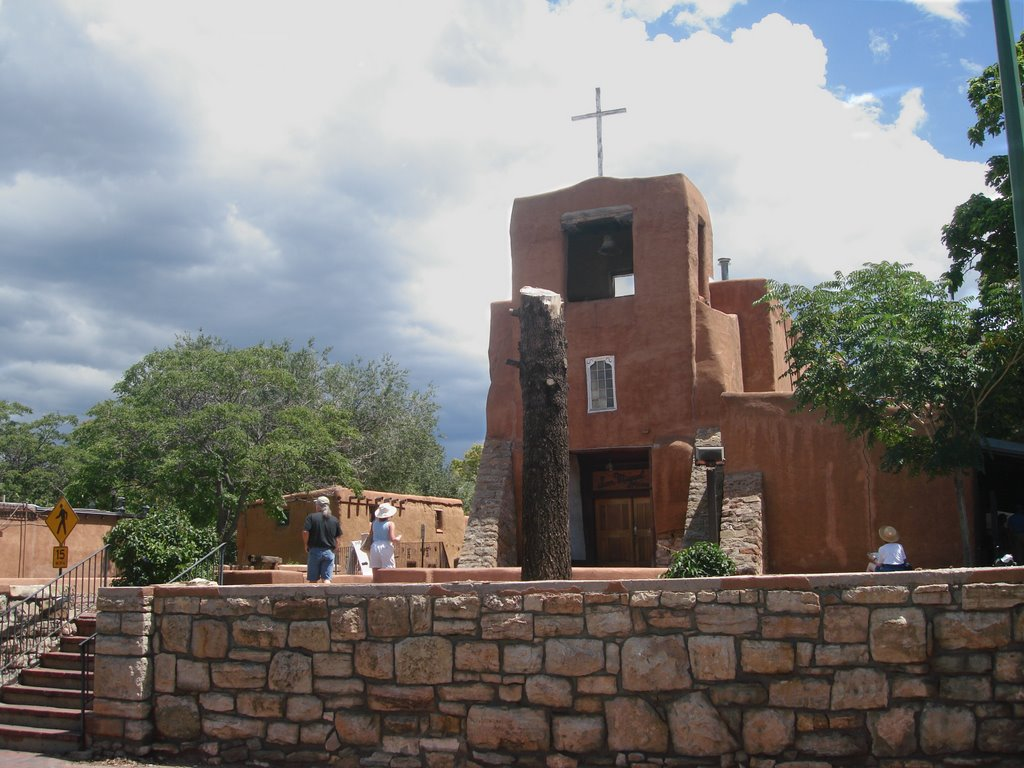
Iglesia de San Miguel Analco, la más antigua de la ciudad.

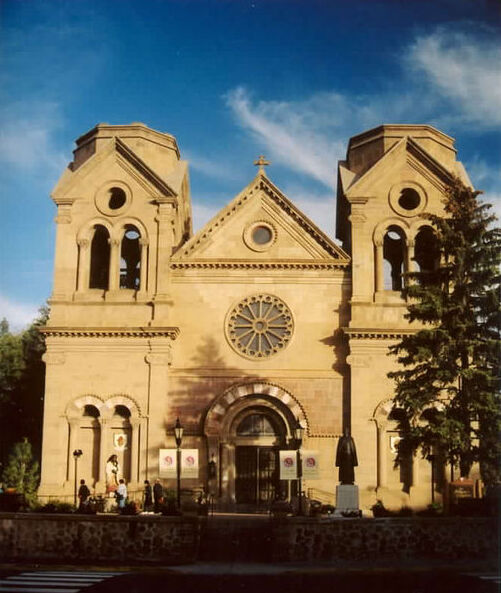
Catedral de San Francisco, reformada por Jean-Baptiste Lamy.

Santa Fe fue designada capital de Nuevo México, una provincia de la Nueva España instituida en 1598 por el explorador novohispano Juan de Oñate. La primera toma de posesión fue en el lugar en el que posteriormente crecería la ciudad, a partir de 1607, por obra del colono español Juan Martínez de Montoya.
La ciudad fue fundada formalmente en 1610 por Pedro de Peralta, tercer gobernador de Nuevo México; se le dio el nombre de La Villa Real de la Santa Fe de San Francisco de Asís. Es la más antigua entre todas las capitales de Estados Unidos, y la segunda más antigua entre todas las ciudades aún habitadas de la época colonial, sólo después de San Agustín, en Florida, que fue fundada en 1565.
Con la rebelión de los indios de Nuevo México, la ciudad fue deshabitada durante doce años, con el capitán general Antonio de Otermín huyendo al Paso del Norte junto a casi 2000 españoles, mestizos e indios cristianos. Diego de Vargas recuperó la ciudad sin derramar una gota de sangre el 13 de septiembre de 1692. En 1693 se fundó el presidio de Santa Fe, el más importante de la provincia de Nuevo México, cuyo patio de armas evolucionó a la Santa Fe Plaza actual. 
A lo largo del siglo XVIII, se construyeron en Santa Fe varias iglesias, así como un nuevo barrio, al sur, conocido como Analco, en el que vivía la población mestiza. Este nuevo barrio, declarado Hito Histórico Nacional en 1968, creció en torno a la que sigue siendo hoy la parroquia más antigua del suroeste, la iglesia de la Misión de San Miguel (1710).
En 1810 estalló la guerra de Independencia de México, pero Santa Fe quedó al margen de los combates debido a su relativo aislamiento.
Santa Fe fue sede provincial española hasta el final de la guerra, en 1821, mismo año en que se formaliza la llamada Ruta de Santa Fe, que unía Nuevo México con San Luis. En 1824 se formalizó su estatus de capital del territorio mexicano de Santa Fe de Nuevo México. Durante ese periodo, fue el sitio designado para el funcionamiento del Juzgado de Distrito del Territorio de Nuevo México, que existió a partir de 1832, esto cuando Jose María Nájera, el primer y único juez nombrado que logró llegar a Santa Fe, tomó posesión del juzgado, y concluyó de facto en 1837 al ser asesinado Santiago Abreu, juez suplente, y de iure en 1841, al ordenar su cierre Antonio López de Santa Anna.
En 1841, un grupo militar estadounidense salió de Austin (Texas) con el fin de apoderarse de la vía de Santa Fe, pero fueron repelidos por el ejército mexicano. En 1846, los Estados Unidos declararon la guerra a México y el general Stephen Kearny dirigió una tropa de unos 1700 soldados para ocupar la ciudad y todo el territorio de Nuevo México. En 1848 los Estados Unidos se anexionaron Nuevo México a través del Tratado de Guadalupe Hidalgo.
La ciudad vio importantes cambios a su fisonomía con la llegada de las nuevas cúpulas angloparlantes de poder, como los gobernadores del territorio (como James Calhoun y Lew Wallace) y los obispos franceses (como Jean-Baptiste Lamy). Las estructuras originales de adobe, construidas en un estilo sincrético que combinaba la arquitectura española y la de los indios pueblo (con mayor presencia de la segunda) dieron lugar al más americanizado estilo territorial, que no dejaba de ser mezcla de lo anterior con el estilo constructivo de la Costa Este de los Estados Unidos. Algunos edificios fueron transformados completamente, sobre todo las iglesias, que el obispo Lamy adaptó de las rústicas estructuras indo-españolas a un neorrománico más propio de su patria; véase el caso de la parroquia, después catedral, cuya reforma fue total. 
Esto, y una serie de otras circunstancias sociales lentamente cambiaron el ambiente, transformándose de una villa hispana a una ciudad estadounidense.

## Geografía

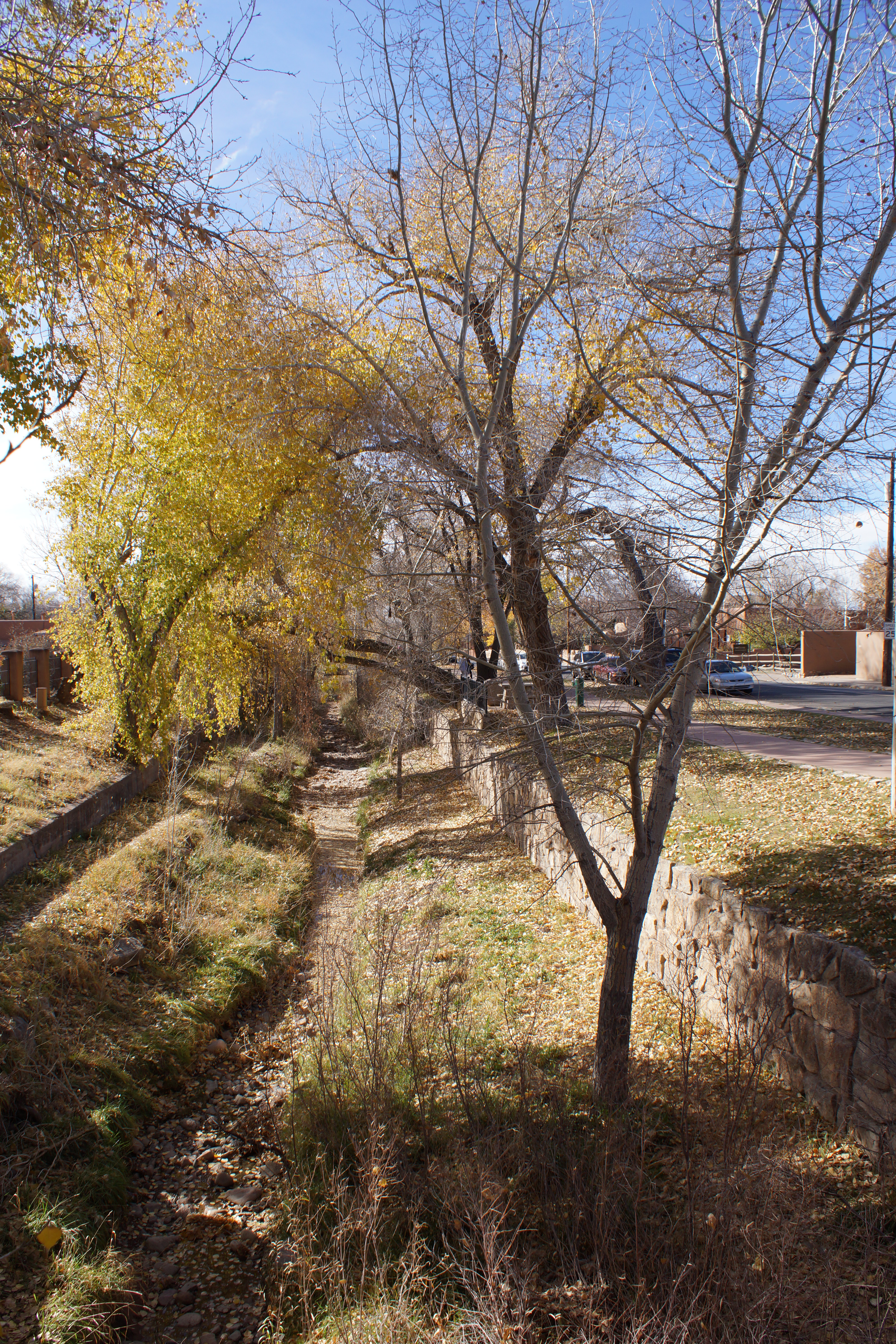
Río de Santa Fe

La ciudad se encuentra situada en medio de un valle, rodeado por la sierra de la Sangre de Cristo al oeste, la sierra de Sandía al sur, la Caja del Río al este, y la Formación de Tesuque al norte, que sin ser un llano es un área de colinas menos empinadas que las otras sierras. Mientras que las sierras son boscosas, la formación de Tesuque y el valle mismo son más bien secos. La ciudad está a orillas del Río de Santa Fe, que va a desembocar al Río Grande.
Según la Oficina del Censo de los Estados Unidos, Santa Fe tiene una superficie total de 119,25 km², de la cual 119,08 km² corresponden a tierra firme y (0,14 %) 0,17 km² es agua.
El clima de la ciudad es muy caliente en el verano, pero fresco en invierno. Las precipitaciones no son muy comunes, pero la ciudad tampoco es la más seca del país; incluso llega a tener la presencia de nieve entre los últimos meses de otoño y los primeros de primavera. La lluvia en su estado líquido es más común en julio y agosto. 
| Parámetros climáticos promedio de Santa Fe, Nuevo México (normales 1991–2020, extremos 1972–presente), elevación 2194 metros | Parámetros climáticos promedio de Santa Fe, Nuevo México (normales 1991–2020, extremos 1972–presente), elevación 2194 metros | Parámetros climáticos promedio de Santa Fe, Nuevo México (normales 1991–2020, extremos 1972–presente), elevación 2194 metros | Parámetros climáticos promedio de Santa Fe, Nuevo México (normales 1991–2020, extremos 1972–presente), elevación 2194 metros | Parámetros climáticos promedio de Santa Fe, Nuevo México (normales 1991–2020, extremos 1972–presente), elevación 2194 metros | Parámetros climáticos promedio de Santa Fe, Nuevo México (normales 1991–2020, extremos 1972–presente), elevación 2194 metros | Parámetros climáticos promedio de Santa Fe, Nuevo México (normales 1991–2020, extremos 1972–presente), elevación 2194 metros | Parámetros climáticos promedio de Santa Fe, Nuevo México (normales 1991–2020, extremos 1972–presente), elevación 2194 metros | Parámetros climáticos promedio de Santa Fe, Nuevo México (normales 1991–2020, extremos 1972–presente), elevación 2194 metros | Parámetros climáticos promedio de Santa Fe, Nuevo México (normales 1991–2020, extremos 1972–presente), elevación 2194 metros | Parámetros climáticos promedio de Santa Fe, Nuevo México (normales 1991–2020, extremos 1972–presente), elevación 2194 metros | Parámetros climáticos promedio de Santa Fe, Nuevo México (normales 1991–2020, extremos 1972–presente), elevación 2194 metros | Parámetros climáticos promedio de Santa Fe, Nuevo México (normales 1991–2020, extremos 1972–presente), elevación 2194 metros | Parámetros climáticos promedio de Santa Fe, Nuevo México (normales 1991–2020, extremos 1972–presente), elevación 2194 metros |
| Mes | Ene. | Feb. | Mar. | Abr. | May. | Jun. | Jul. | Ago. | Sep. | Oct. | Nov. | Dic. | Anual |
| --- | --- | --- | --- | --- | --- | --- | --- | --- | --- | --- | --- | --- | --- |
| Temp. máx. abs. (°C) | 18.3 | 22.8 | 25 | 28.9 | 35.6 | 37.2 | 37.2 | 35.6 | 34.4 | 30.6 | 23.9 | 18.3 | 37.2 |
| Temp. máx. media (°C) | 6.1 | 8.9 | 13.7 | 17.9 | 23.2 | 28.9 | 29.9 | 28.6 | 25.3 | 19.1 | 11.7 | 5.9 | 18.3 |
| Temp. media (°C) | -0.9 | 1.5 | 5.3 | 9.1 | 14.1 | 19.5 | 21.4 | 20.3 | 16.7 | 10.4 | 3.7 | -1.1 | 10 |
| Temp. mín. media (°C) | -7.8 | -5.9 | -3.1 | 0.2 | 4.9 | 10.1 | 12.8 | 12.1 | 8.2 | 1.9 | -4.2 | -8 | 1.8 |
| Temp. mín. abs. (°C) | -25.6 | -31.1 | -21.1 | -12.2 | -7.2 | -2.2 | 2.8 | 2.2 | -3.3 | -15 | -24.4 | -27.2 | -31.1 |
| Precipitación total (mm) | 14 | 12.4 | 18.8 | 15.2 | 22.6 | 22.1 | 57.4 | 51.8 | 35.3 | 34 | 20.1 | 21.1 | 324.9 |
| Nevadas (cm) | 9.4 | 6.1 | 9.9 | 1 | 0 | 0 | 0 | 0 | 0 | 3.3 | 4.3 | 17.3 | 51.3 |
| Días de precipitaciones (≥ 0.2 mm)                                                                                           | 3.4 | 3.6 | 4.3 | 3.9 | 4.7 | 5.0 | 9.9 | 10.1 | 6.1 | 4.8 | 3.7 | 4.3 | 63.8 |
| Días de nevadas (≥ 0.2 cm)                                                                                                   | 1.7 | 1.2 | 1.2 | 0.5 | 0.0 | 0.0 | 0.0 | 0.0 | 0.0 | 0.4 | 0.6 | 1.9 | 7.5 |
| Horas de sol | 220.1 | 200.6 | 300.7 | 342.0 | 365.8 | 360.0 | 362.7 | 365.8 | 342.0 | 232.5 | 222.0 | 220.1 | 3534.3 |
| Humedad relativa (%) | 67 | 60 | 45 | 36 | 34 | 32 | 45 | 45 | 48 | 47 | 51 | 64 | 47.8 |
| Fuente n.º 1: NOAA | | | | | | | | | | | | | |
| Fuente n.º 2: Weather Atlas (humedad, horas de sol)                                                                          | | | | | | | | | | | | | |

## Lugares de interés

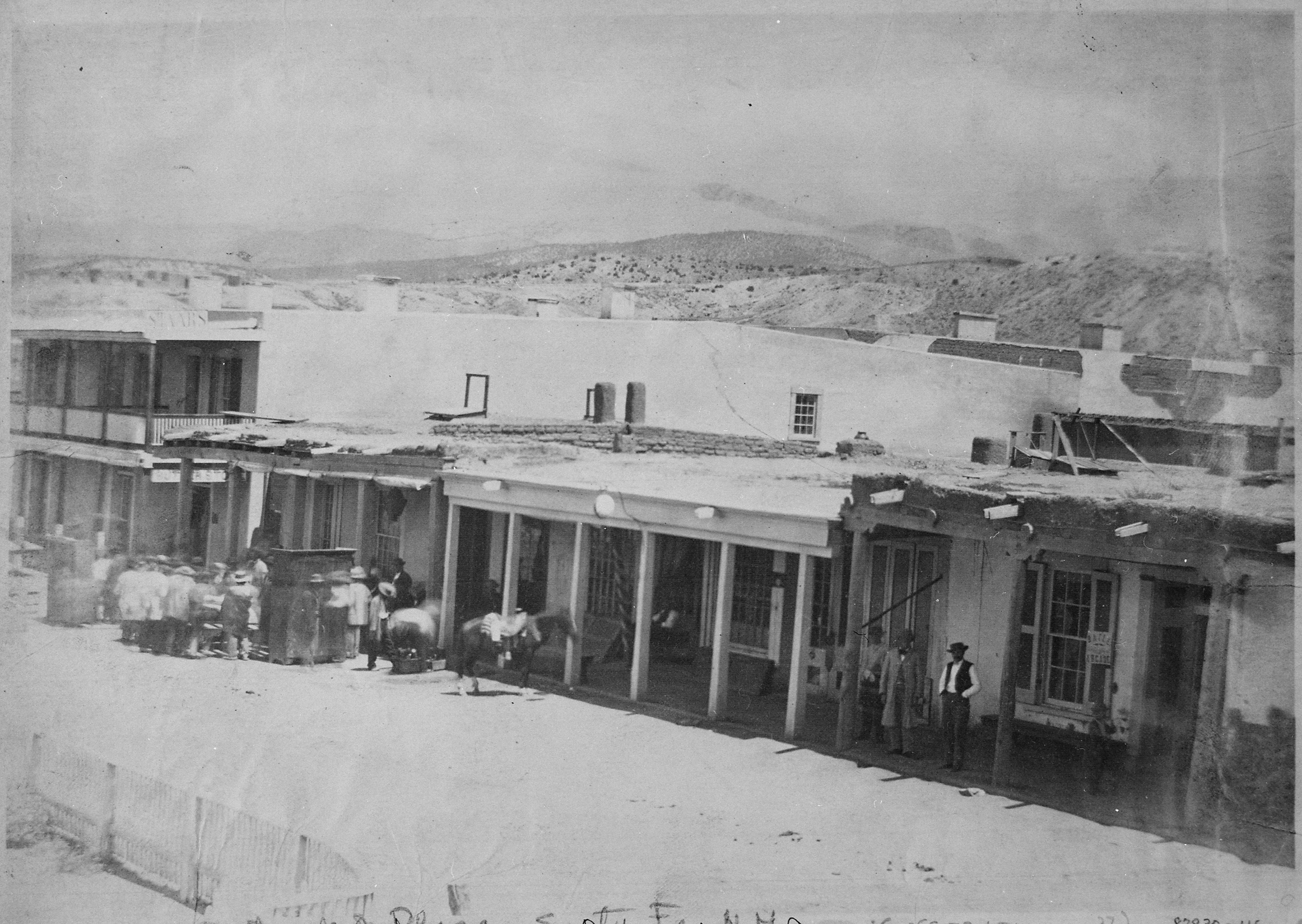
Plaza mayor en 1866.

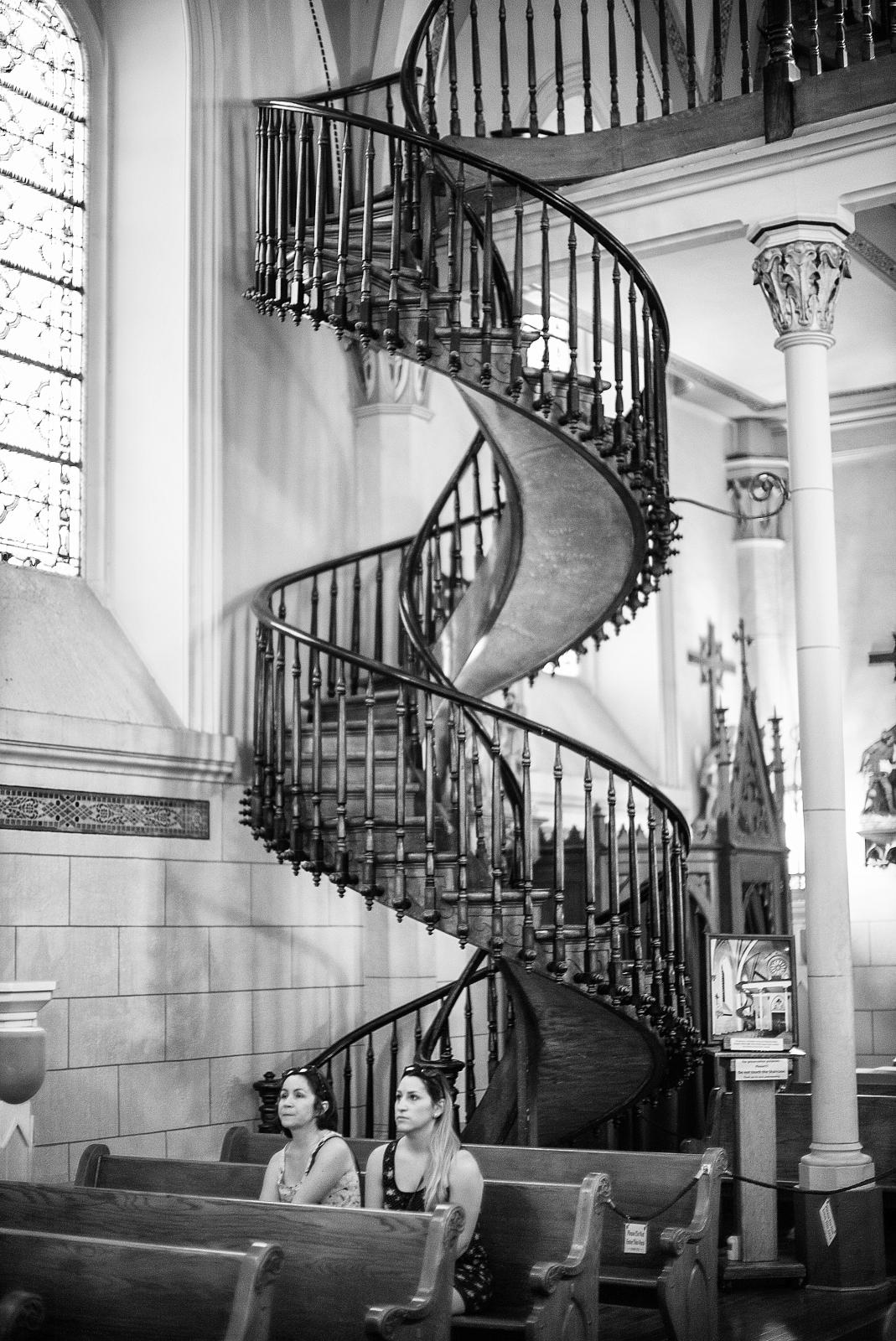
Escaleras en espiral al interior de la capilla de Loreto.

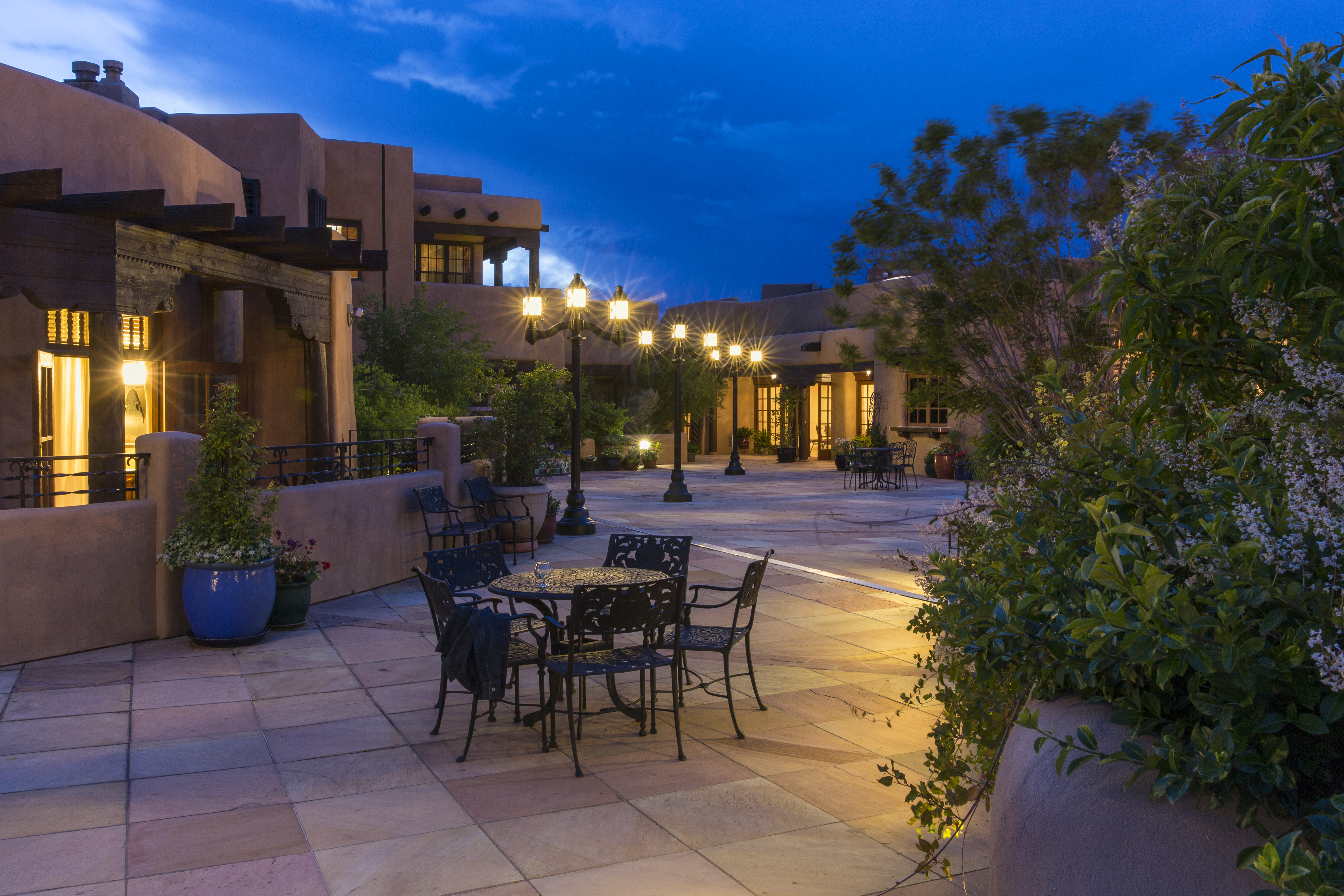
La Fonda.

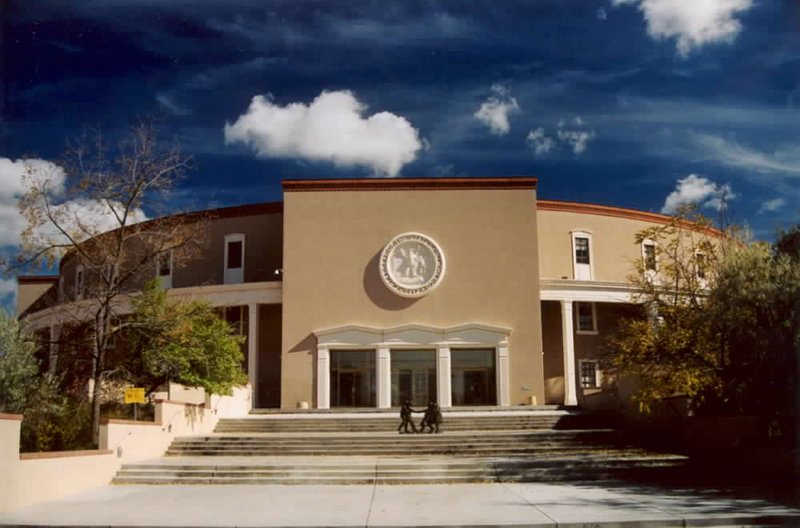
Capitolio.

La plaza mayor se encuentra en el centro de la ciudad. En su costado norte está el Palacio de los Gobernadores, ancha estructura que ocupa casi media cuadra. Por el costado sur de la plaza, siguiendo al oriente, está la Calle de San Francisco, en cuyo fin se encuentra la fachada de la Catedral de San Francisco de Asís. Frente a ésta se encuentra La Fonda, un histórico hotel fundado en el siglo XX, pero cuyo predio lleva siendo usado para alojamiento de viajeros desde la fundación de la ciudad En la cuadra que está exactamente al sur, siendo parte de un ex-convento, se encuentra la Capilla de Loreto, erigida entre 1873 y 1878. Tiene una escalera milagrosa conocida como escalera de Santa Fe.
Al sur del ex-convento se encuentra la Calle de la Alameda, que en realidad no es sino los malecones del Río de Santa Fe. Éste divide lo que fue la traza española del Barrio de Analco, donde se establecieron los indios amigos de los españoles, entre ellos tlaxcaltecas pero también locales conversos. Se estableció en la entrada sur de la ciudad, que era la entrada por mucho más importante de todas hasta el Tratado de Guadalupe Hidalgo, pues era el camino real a Durango (México) y los puertos de mercancías asiáticas y europeas. Siguiendo el Camino Real de Tierra Adentro, en la esquina con la Calle de Vargas, se encuentra la iglesia de San Miguel Analco, la que se precia de más antigua de la ciudad. Sobre la Calle de Vargas, frente al costado de la iglesia, se encuentra la casa más antigua de la ciudad, que es una mísera casa de adobe de dos pisos, convertida hoy en museo. Al suroeste de la iglesia, cruzando el Camino Real, se encuentra el Capitolio del Estado de Nuevo México, pero si se sigue por la Calle de Vargas finalmente se encontrará el santuario de Guadalupe, iglesia más antigua dedicada a la Santuario de Guadalupe en los Estados Unidos. 
Santa Fe es un centro turístico de importancia con destacada actividad cultural en el campo de las artes visuales y musical. Es sede de la Ópera de Santa Fe que lleva a cabo un conocido festival de ópera todos los veranos. Fue residencia de la pintora Georgia O'Keefe, que inmortalizó su paisaje y residió entre la localidad vecina de Taos y ésta donde se encuentra el Museo Georgia O'Keefe. Así mismo, es sede de múltiples galerías de arte. 

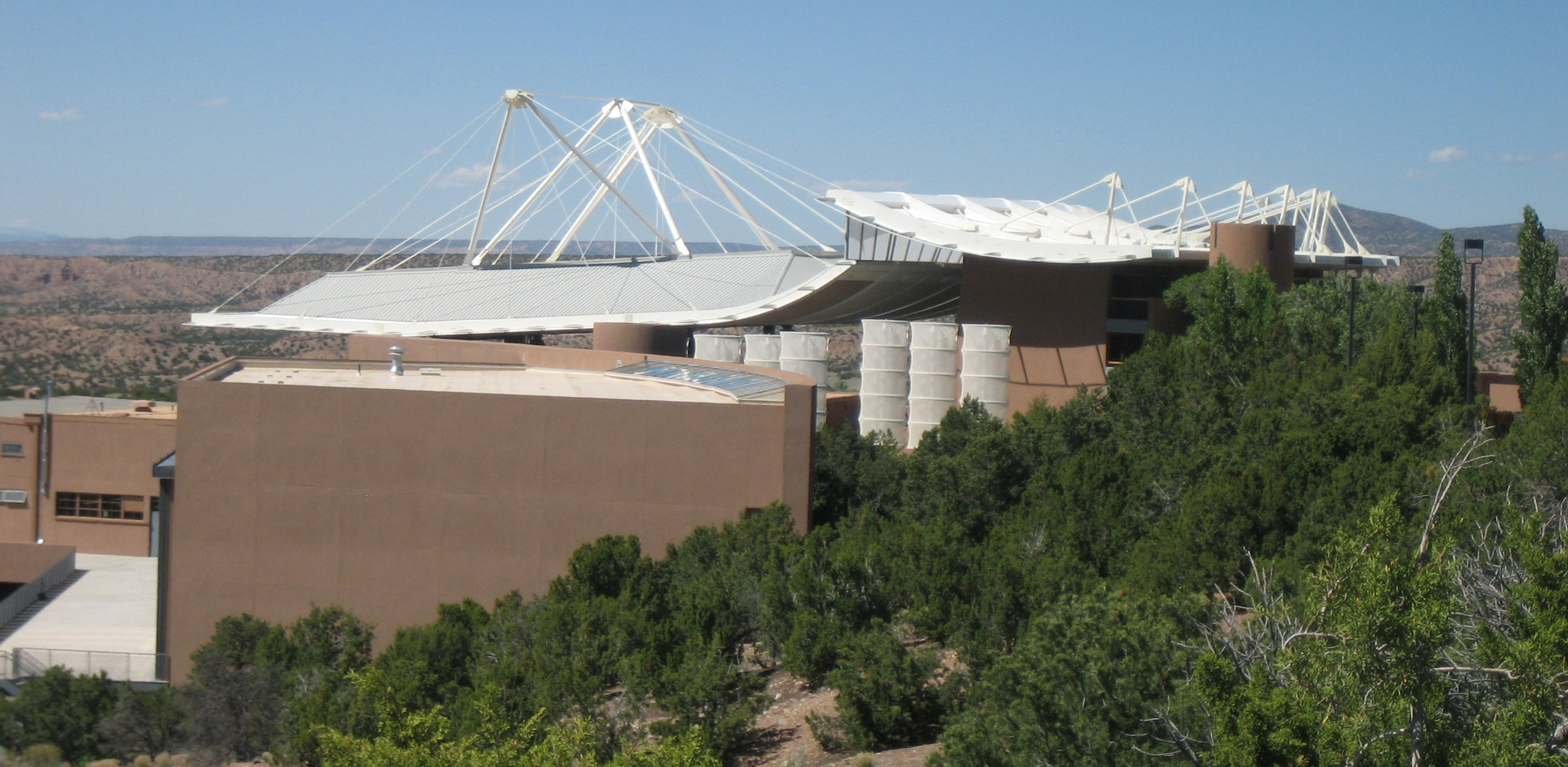
Ópera de Santa Fe

## Demografía
Según el censo de 2010, había 67 947 personas residiendo en Santa Fe. La densidad de población era de 569,77 hab./km². De los 67 947 habitantes, Santa Fe estaba compuesto por el 78,9 % blancos, el 1,01 % eran afroamericanos, el 2,09% eran amerindios, el 1,44 % eran asiáticos, el 0,07 % eran isleños del Pacífico, el 12,76 % eran de otras razas y el 3,73 % pertenecían a dos o más razas. Del total de la población el 48,7 % eran hispanos o latinos de cualquier raza.

## Educación
El sistema de Escuelas Públicas de Santa Fe gestiona las escuelas públicas (valga la redundancia). Joel D.Boyd es un educador formado en Harvard. Al llegar a Santa Fe, Boyd inmediatamente se dispuso a crear un sistema de escuelas de clase mundial, ha iniciado estrategias y programas para mejorar la enseñanza y el aprendizaje. Y menos estudiantes están abandonando la escuela.

## Código de área

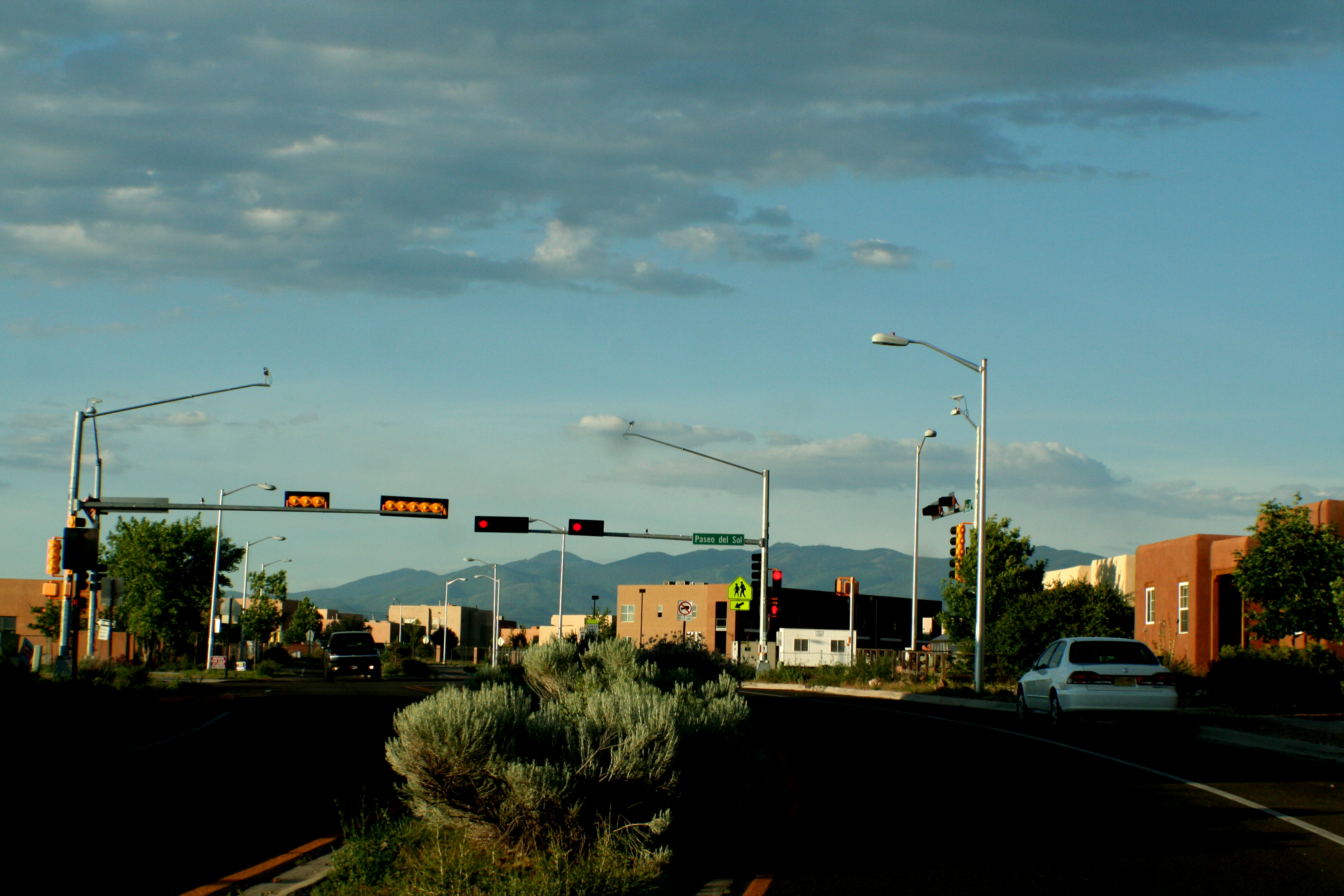
La Sierra de la Sangre de Cristo, vista desde Santa Fe.

Los teléfonos locales de la ciudad de Santa Fe tienen el mismo número de área local que el resto del estado de Nuevo México. El número es 505.